# 北みずの坂・みずの坂
北みずの坂（きたみずのざか）およびみずの坂（みずのざか）は、愛知県瀬戸市にある新興住宅地及び地名。現行行政地名はみずの坂一丁目からみずの坂五丁目と北みずの坂一丁目から北みずの坂三丁目。

## 概要
水野地区は、瀬戸市の北西部の丘陵地に位置し、道路・公園等の公共施設及び宅地の整備が行われている。
小学校は西陵小学校と水野小学校に分かれる。中学校は水野中学校である。

## 地理
名古屋市の中心部から北東へ約18kmに位置し、南北約1.3km、東西約0.6kmの区域。地区の北東約0.8kmには、春日井市高蔵寺駅と豊田市・岡崎市をむすぶ愛知環状鉄道・愛知環状鉄道線の中水野駅がある。中水野駅前に瀬戸警察署水野交番がある。また中水野駅より東に瀬戸市役所水野支所がある。

## 歴史
- 2007年（平成19年）5月12日 - 水野特定土地区画整理事業の換地処分に伴い、同区域の町名と地番が変わった。昔の町名は十軒町と本郷町である（当時の住所表示例：本郷町98-76-5-4）

## 世帯数と人口
2019年（令和元年）8月1日現在、世帯数と人口は以下の通りである。

### みずの坂
| 丁目           | 世帯数    | 人口    |
| -------------- | --------- | ------- |
| みずの坂一丁目 | 168世帯   | 528人   |
| みずの坂二丁目 | 241世帯   | 721人   |
| みずの坂三丁目 | 211世帯   | 691人   |
| みずの坂四丁目 | 239世帯   | 671人   |
| みずの坂五丁目 | 238世帯   | 805人   |
| 計             | 1,097世帯 | 3,416人 |

### 北みずの坂
| 丁目             | 世帯数  | 人口    |
| ---------------- | ------- | ------- |
| 北みずの坂一丁目 | 98世帯  | 339人   |
| 北みずの坂二丁目 | 159世帯 | 560人   |
| 北みずの坂三丁目 | 129世帯 | 435人   |
| 計               | 386世帯 | 1,334人 |

### 人口の変遷
国勢調査による人口の推移
みずの坂
| 2010年（平成22年） | 3,151人 | [ 6 ] |  |
| 2015年（平成27年） | 3,413人 | [ 7 ] |  |

北みずの坂
| 2010年（平成22年） | 346人   | [ 6 ] |  |
| 2015年（平成27年） | 1,153人 | [ 7 ] |  |

## 学区
市立小・中学校に通う場合、学区は以下の通りとなる。
| 丁目             | 番・番地等 | 小学校             | 中学校             |
| ---------------- | ---------- | ------------------ | ------------------ |
| みずの坂一丁目   | 全域       | 瀬戸市立西陵小学校 | 瀬戸市立水野中学校 |
| みずの坂二丁目   | 全域       | 瀬戸市立西陵小学校 | 瀬戸市立水野中学校 |
| みずの坂三丁目   | 全域       | 瀬戸市立西陵小学校 | 瀬戸市立水野中学校 |
| みずの坂四丁目   | 全域       | 瀬戸市立西陵小学校 | 瀬戸市立水野中学校 |
| みずの坂五丁目   | 全域       | 瀬戸市立西陵小学校 | 瀬戸市立水野中学校 |
| 北みずの坂一丁目 | 全域       | 瀬戸市立水野小学校 | 瀬戸市立水野中学校 |
| 北みずの坂二丁目 | 全域       | 瀬戸市立水野小学校 | 瀬戸市立水野中学校 |
| 北みずの坂三丁目 | 全域       | 瀬戸市立水野小学校 | 瀬戸市立水野中学校 |

## 交通
- 愛知環状鉄道・愛知環状鉄道線 中水野駅から徒歩で約17分
- 名鉄瀬戸線 新瀬戸駅から名鉄バスで約11分
- 瀬戸市コミュニティバス
- 東海環状自動車道 せと品野IC

## 公共施設
- 瀬戸市役所水野支所
- 瀬戸警察署水野交番
- 名古屋法務局瀬戸法務総合庁舎
- 西陵地域交流センター
- 水野地域交流センター
- 公立陶生病院
- 水野病院
- 瀬戸市学校給食センター
- 瀬戸市民公園・市民プール・市民球場
- 瀬戸市体育館・武道場
- 瀬戸市交通児童遊園
- 瀬戸市立図書館
- 瀬戸市定光寺野外活動センター

## 教育
- 瀬戸市立西陵小学校
- 瀬戸市立水野小学校
- 瀬戸市立水野中学校
- 愛知県立瀬戸北総合高等学校
- 名古屋学院大学瀬戸キャンパス

## ショッピング
- イオン瀬戸みずの店
- ナフコ瀬戸店（ホームセンター）
- イトーヨーカドー尾張旭店
- スギ薬局瀬戸水野店

## 金融機関
- 瀬戸信用金庫水野支店
- 瀬戸信用金庫さつき台出張所
- 瀬戸水野郵便局
- 瀬戸さつき台郵便局
- イオン銀行

集配担当する郵便局と郵便番号は以下の通りである。
| 町丁       | 郵便番号 | 郵便局     |
| ---------- | -------- | ---------- |
| みずの坂   | 489-0909 | 瀬戸郵便局 |
| 北みずの坂 | 489-0910 | 瀬戸郵便局 |

## 近隣レジャースポット
- 森林公園（約560haの敷地）
  - 大運動場・野球場・ゴルフ場・弓道・テニス・乗馬・キャンプ場
- 定光寺（桜や紅葉の名所）
- 定光寺ほたるの里
- 曽野稲荷
- 東谷山フルーツパーク
- 道の駅瀬戸しなの
- 品野陶磁器センター
- 岩屋堂公園（紅葉やホタルの名所。川を利用した天然プールがある）
- 瀬戸市交通児童遊園
- 瀬戸市下水道資料館
- 愛・地球博記念公園
- 志段味古墳群